# Parkaljaure
Parkaljaure är en sjö i Jokkmokks kommun i Lappland och ingår i Luleälvens huvudavrinningsområde. Parkaljaure ligger i Muddus Natura 2000-område.